# Oussama Targhalline
Oussama Targhalline (Casablanca, 20 mei 2002) is een Marokkaans voetballer die doorgaans als middenvelder speelt. Hij verruilde Le Havre AC in februari 2025 voor Feyenoord. Targhaline debuteerde in 2024 in het Marokkaans voetbalelftal.

## Carrière

### Frankrijk
Targhalline maakte in zijn jeugdjaren deel uit van de Mohammed VI Academy in Salé, Marokko. Op achttienjarige leeftijd tekende hij zijn eerste professionele contract als voetballer bij Marseille. Hij maakte zijn competitiedebuut voor de club in de met 4-1 gewonnen Coupe de France-wedstrijd tegen Cannet Rocheville op 19 december 2021. Zijn Ligue 1-debuut volgde twee weken later, op 7 januari 2022, tegen Bordeaux.
In augustus 2022 werd Targhalline verhuurd aan Alanyaspor, maar deze werd een halfjaar later weer beëindigd. Vervolgens volgde een permanente overstap naar Ligue 2-club Le Havre waar hij een contract tekende tot medio 2025.

### Feyenoord
Op 5 februari kondigde Feyenoord aan dat zij overeenstemming hadden bereikt met Le Havre voor de overstap van Targhalline naar Rotterdam-Zuid. Hij tekende een contract tot medio 2028.

## Clubstatistieken
| Seizoen                       | Club            | Competitie      | Competitie | Competitie | Beker | Beker | Internationaal | Internationaal | Overig | Overig | Totaal | Totaal |
| Seizoen                       | Club            | Competitie      | Wed.       | Dlp.       | Wed.  | Dlp.  | Wed.           | Dlp.           | Wed.   | Dlp.   | Wed.   | Dlp.   |
| ----------------------------- | --------------- | --------------- | ---------- | ---------- | ----- | ----- | -------------- | -------------- | ------ | ------ | ------ | ------ |
| 2020/21                       | Marseille B     | National 2      | 3          | 0          | 0     | 0     | –              | –              | –      | –      | 3      | 0      |
| 2021/22                       | Marseille B     | National 2      | 8          | 0          | 0     | 0     | –              | –              | –      | –      | 8      | 0      |
| 2021/22                       | Marseille       | Ligue 1         | 2          | 0          | 1     | 0     | –              | –              | –      | –      | 3      | 0      |
| 2022/23                       | Alanyaspor      | Süper Lig       | 6          | 0          | 1     | 0     | –              | –              | –      | –      | 7      | 0      |
| 2022/23                       | Le Havre        | Ligue 2         | 12         | 1          | 0     | 0     | –              | –              | –      | –      | 12     | 1      |
| 2023/24                       | Le Havre        | Ligue 1         | 14         | 0          | 2     | 0     | –              | –              | –      | –      | 16     | 0      |
| 2024/25                       | Le Havre        | Ligue 1         | 14         | 0          | 0     | 0     | –              | –              | –      | –      | 14     | 0      |
| 2024/25                       | Feyenoord       | Eredivisie      | 0          | 0          | 0     | 0     | 0              | 0              | 0      | 0      | 0      | 0      |
| Carrière totaal               | Carrière totaal | Carrière totaal | 59         | 1          | 4     | 0     | 0              | 0              | 0      | 0      | 63     | 1      |
| Bijgewerkt op 26 januari 2025 |                 |                 |            |            |       |       |                |                |        |        |        |        |

## Interlandcarriére
Targhalline vertegenwoordigde de jeugdelftallen van de Marokkaanse bond in de onder 17, onder 20 en onder 23-teams. Op 9 september 2024 maakte hij zijn debuut voor het Marokkaans voetbalelftal tegen Lesotho.

## Erelijst
Le Havre
Ligue 2:
- Winnaar (1): 2022/23

 Marokko –17
UNAF Onder-17 Toernooi:
- Winnaar (1): 2018

 Marokko –10
UNAF Onder-20 Toernooi:
- Winnaar (1): 2020

 Marokko –23
Afrika Cup of Nations Onder-23:
- Winnaar (1): 2023

Olympische Spelen:
- Brons (1): 2024